# Megachile congruata
Megachile congruata är en biart som beskrevs av Mitchell 1943. Megachile congruata ingår i släktet tapetserarbin, och familjen buksamlarbin. Inga underarter finns listade i Catalogue of Life.